# Monts Groulx
Pour les articles homonymes, voir Groulx.
Les monts Groulx (en innu : Uapishka, les « sommets blancs ») sont un massif de montagnes de la chaîne des Laurentides situé dans la région de la Côte-Nord, au Québec.

## Toponymie

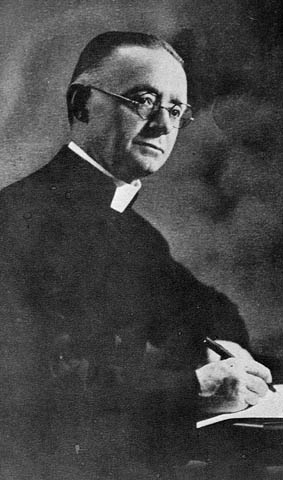
Depuis 1967, le massif est nommé en hommage à l’intellectuel québécois Lionel Groulx.

La région des monts Groulx est originellement nommée Uapishka par les Innus nord-côtiers, ce qui signifie « sommets blancs » puisqu'ils sont recouverts de neige environ neuf mois par an. Ils ont été renommés en 1967 par le gouvernement de Daniel Johnson en l'honneur de l'historien Lionel Groulx.

## Géographie

### Topographie
Les monts Groulx sont situés à l'est du réservoir Manicouagan, à environ 300 km au nord de la ville de Baie-Comeau, entre 51°21’ et 51°43’ de latitude nord et 67°37’ et 68°17’ de longitude ouest. Les étés sont humides et pluvieux, et l'hiver peut être très froid.
Les monts Groulx couvrent environ 5 000 km2. Le massif prend la forme d'un long plateau avec des versants abrupts. Il fait partie de la province géologique de Grenville. Ils sont formés de roches précambriennes vieilles de plus d'1 milliard d'années.
Les sommets constituant le massif sont :
- mont Veyrier (1 104 m) ;
- mont Lucie (1 095 m) ;
- mont de la Tour[3] ou mont Boissinot (1 082 m) ;
- mont Jauffret (1 052 m) ;
- mont Jumelle (1 021 m) ;
- mont Lemming ;
- mont Oxyria (1 082 m) ;
- mont Harfang ;
- mont Manic ;
- mont Marjolaine ;
- mont de l'Ours (1 006 m) ;
- mont Provencher ;
- Mont Alain-Grenon[4].

### Faune et flore
La faune des monts Groulx est typique de la faune de la forêt boréale et du Nord-québécois. On y retrouve notamment de nombreux porcs-épics et ours noirs ainsi que des lagopèdes. Elle est aussi composée de plusieurs espèces vulnérables dont le carcajou, le caribou forestier, l'aigle royal et le pygargue à tête blanche.
La végétation varie rapidement en fonction de l'altitude. La base est caractérisée par la taïga tandis que les sommets sont recouverts de toundra alpine. Le massif contient aussi une rare forêt d'épinettes blanches et une forêt primaire avec des arbres âgés de plus de 120 ans.

## Activités

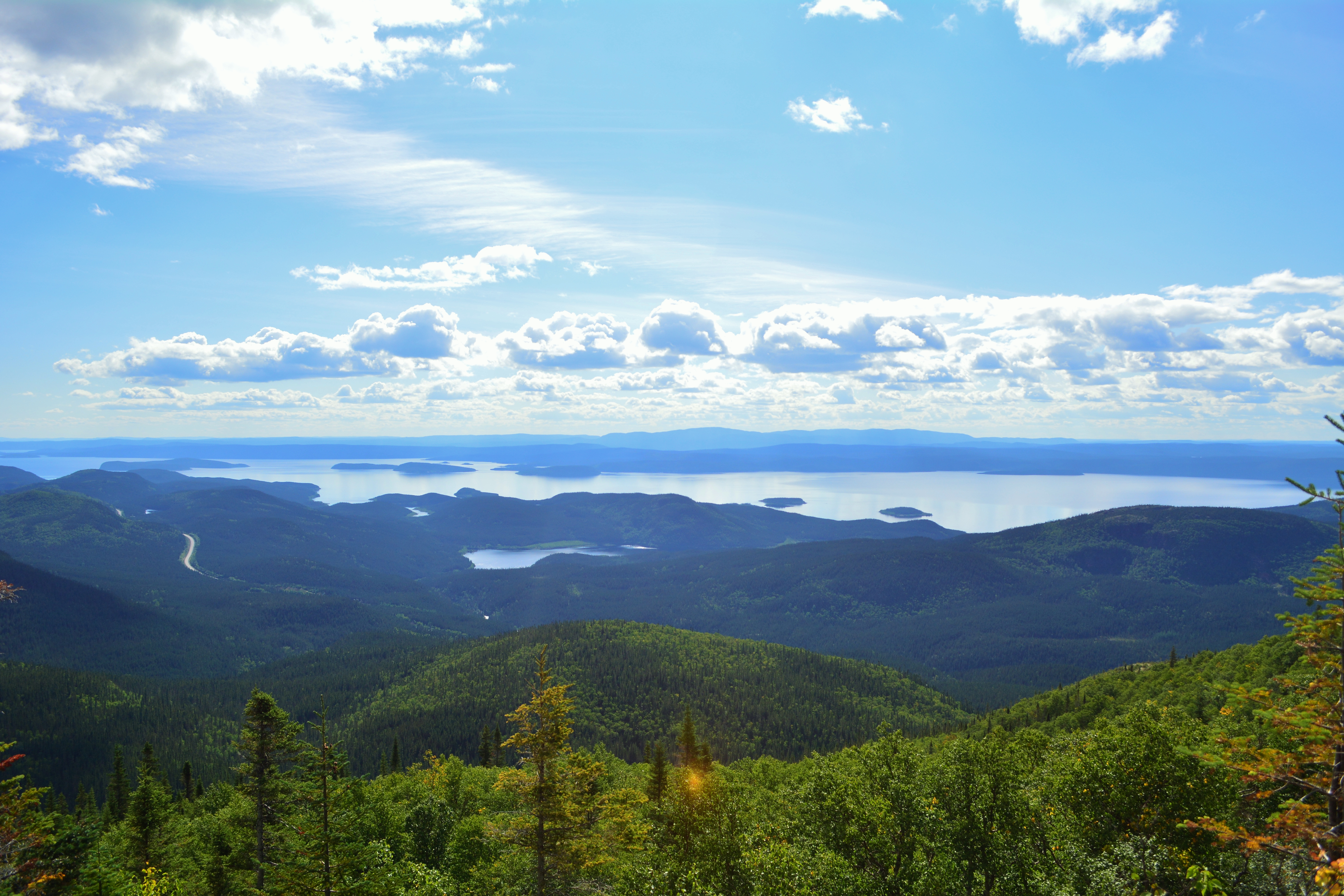
Vue sur le réservoir Manicouagan à partir du mont Harfang.

### Randonnée
La randonnée se pratique tout au long de l'année dans les monts Groulx. La société des amis des monts Groulx, fondée en 2001, assure la préservation et l'entretien des sentiers de marche existants à titre bénévole.
Trois accès sont particulièrement connus pour pouvoir pratiquer la randonnée dans le massif :
- au kilomètre 335 de la route 389, au lieu-dit du camp Nomade ;
- au kilomètre 365, au lieu-dit du camp Matsheshu ;
- au kilomètre 350 (il s’agit d’une piste de ski de randonnée).

### Protection environnementale
Une partie du massif est protégée par la réserve de biodiversité Uapishka, dont la création a été annoncée en mars 2009 par le gouvernement du Québec. Cette réserve fait aussi partie de la réserve de la biosphère de Manicouagan-Uapishka reconnue par l'UNESCO en 2007.

## Dans la culture

### Cinéma
- Documentaire biographique : Jacques de Lysandre Leduc-Boudreau, Distribution Paraloeil, 2023[7]
- Documentaire : Uapishka de Marie-France L’Ecuyer, Vital Distribution, 2023[8]